# Рейс 93 United Airlines 11 вересня 2001 року
Рейс 93 United Airlines 11 вересня 2001 року — пасажирський авіарейс, який був захоплений в процесі здійснення терактів 11 вересня 2001 року. Став четвертим літаком, залученим до терактів, однак не долетів до цілі терористів. Авіалайнер Boeing 757—222 авіакомпанії «United Airlines» виконував плановий внутрішній рейс UAL93 з Ньюарка до Сан-Франциско. Лайнер розбився поблизу міста Шанксвілла, Пенсільванія в ході спроби пасажирів повернути управління літаком. В результаті катастрофи загинули всі 44 особи на борту літака. Жертв на землі не було.
Терористи увірвалися в кабіну пілотів приблизно за 46 хвилин після зльоту. Зіяд Джаррах, що пройшов курси пілотів малої авіації, взяв управління літаком на себе і повернув на схід в напрямку Вашингтона. Вважається, що метою терористів був Капітолій або Білий дім.
Після захоплення літака кілька пасажирів і стюардес змогли скористатися телефонами та дізнатися про вже здійснені теракти у Всесвітньому торговому центрі в Нью-Йорку та Пентагоні. В результаті пасажири вирішили спробувати повернути собі управління літаком. Однак в ході цієї спроби літак впав за 3 км від Шанксвілла, близько за 100 км від Пітсбурга та 240 км на північний захід від Вашингтона.
Подальший аналіз «чорних скриньок» показав, що пасажири все ж завадили намірам терористів. Крім цього рейсу 11 вересня 2001 були захоплені: рейс 011 American Airlines , рейс 175 United Airlines та рейс 077 American Airlines. Рейс 093 United Airlines став єдиним, який не досяг мети терористів.
Існує теорія змови, яка стверджує, начебто літак був збитий винищувачами ВПС США, але вона не має серйозних доказів. Для перехоплення Рейсу 93 дійсно були підняті винищувачі, але їх не встигли озброїти (пілоти планували здійснити повітряний таран), і врешті вони ще не встигли дістатися літака, коли він розбився.
На місці падіння літака після катастрофи встановлений тимчасовий меморіал, а постійний Національний меморіал встановлений в 2011 році, до 10-ї річниці терактів.

## Літак

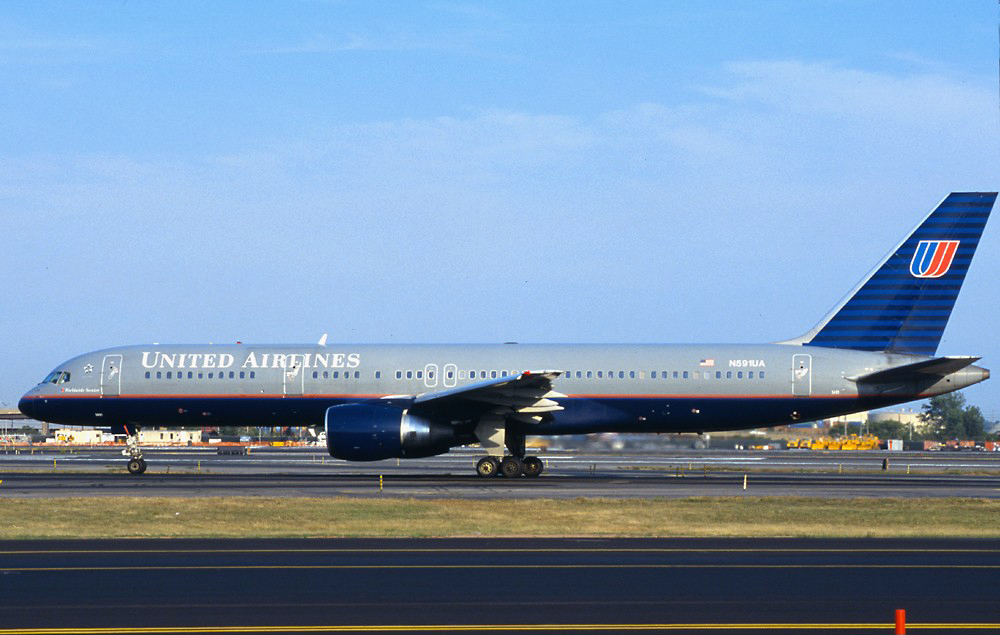
Захоплений літак за 3 дні до катастрофи.

Того дня рейс UAL93 здійснював Boeing 757—222 (реєстраційний номер N591UA, заводський 28142, серійний 718). Перший політ здійснив 17 червня 1996 року, 28 червня того ж року переданий авіакомпанії «United Airlines». Оснащений двома двигунами Pratt & Whitney PW2037. На день катастрофи здійснив 6968 циклів «зліт-посадка» і налітав 18435 годин .

## Екіпаж та пасажири
Літак вміщував 182 пасажири, проте того дня на борту було всього 37 пасажирів і 7 членів екіпажу, значно менше, ніж зазвичай. Наповненість рейсу становила 20,33 %. Середня заповнюваність даного рейсу по вівторках за попередній тримісячний період — 52,09 % . При цьому немає фактів маніпуляції числом посадочних місць або придбання додаткового числа невикористаних квитків на рейс.
Склад екіпажу рейсу 093 був таким:
- Командир повітряного судна — 43-річний Джейсон Даль (англ. Jason Dahl).
- Другий пілот  — 36-річний ЛеРой Гомер-молодший (англ. LeRoy Homer, Jr.).

У салоні літака працювали п'ять стюардес:
- 58-річна Лоррейн Бей (англ. Lorraine Bay) — старша стюардеса.
- 38-річна Сандра Бредшоу (англ. Sandra Bradshaw).
- 49-річна Ванда Грін (англ. Wanda Green).
- 33-річна Сісі Лайлс (англ. CeeCee Lyles).
- 49-річна Дебора Велш (англ. Deborah Welsh).[11]

## Терористи
На борту літака перебувало чотири терористи:
- Зіяд Джаррах (англ. Ziad Jarrah) (Ліван) — лідер і пілот.
- Ахмед Аль-Намі (англ. Ahmed Al-Nami) (Саудівська Аравія).
- Ахмед Аль-Хазнаві (англ. Ahmed Al-Haznawi) (Саудівська Аравія).
- Саїд Аль-Гамді (англ. Saeed Al-Ghamdi) (Саудівська Аравія).